# Las cajas españolas
Las cajas españolas es un documental estrenado en 2004 y dirigido por Alberto Porlan que reconstruye un hecho histórico producido durante la guerra civil española: el traslado de las obras de arte del Museo del Prado para evitar su destrucción durante la contienda. En total se embalaron 1.868 cajas que fueron llevadas a Ginebra. En esta ciudad suiza se creó un Comité Internacional para el Salvamento del Tesoro Español, y se custodiaron hasta su regreso al museo el 9 de septiembre de 1939. Este documental se estrenó en España el 12 de noviembre de 2004.

## Salvemos el Prado
Anteriormente, en 2003, el documental Salvemos el Prado relato también la historia.